# Lista canalelor din Dorsoduro

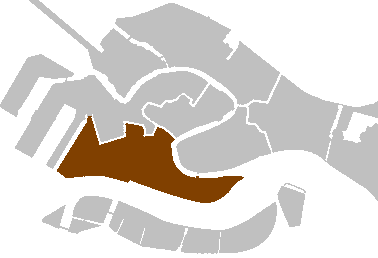
Localizarea sestiere Dorsoduro în Veneţia.

Acest articol prezintă canalele din Dorsoduro, sestiere al Veneției (Italia).

## Generalități

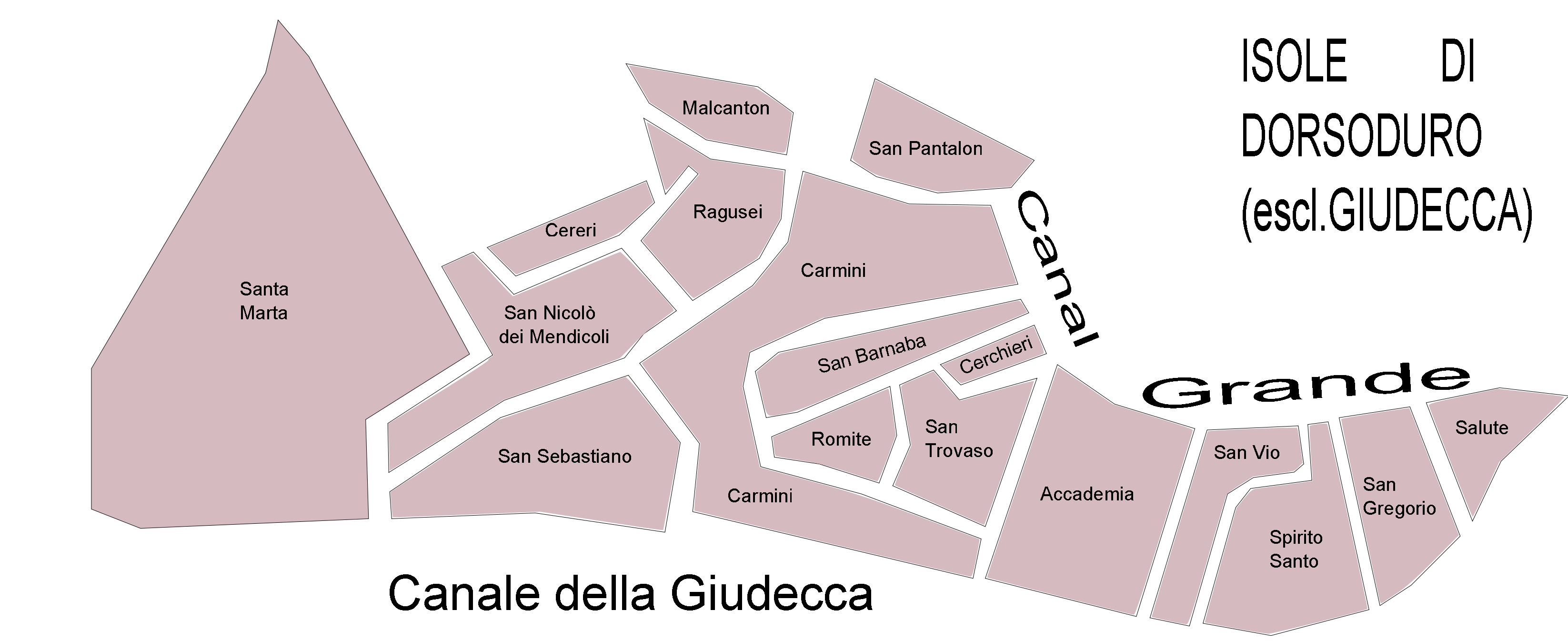
Harta insulelor care formează Dorsoduro.

Ca și celelalte sestiere ale Veneției, Dorsoduro este compus din mai multe insule distincte, separate de canale. 
Situat în sud-vestul Veneției, Dorsoduro este învecinat cu următoarele sestiere sau întinderi de apă:
- La nord: Santa Croce și San Polo
- La est: Canal Grande, care îl separă de San Marco
- La sud și la est: Laguna Venețiană

Dorsoduro conține și insula Giudecca, la sud, care este separată de restul sestierelui prin canalul Giudecca.

## Canale

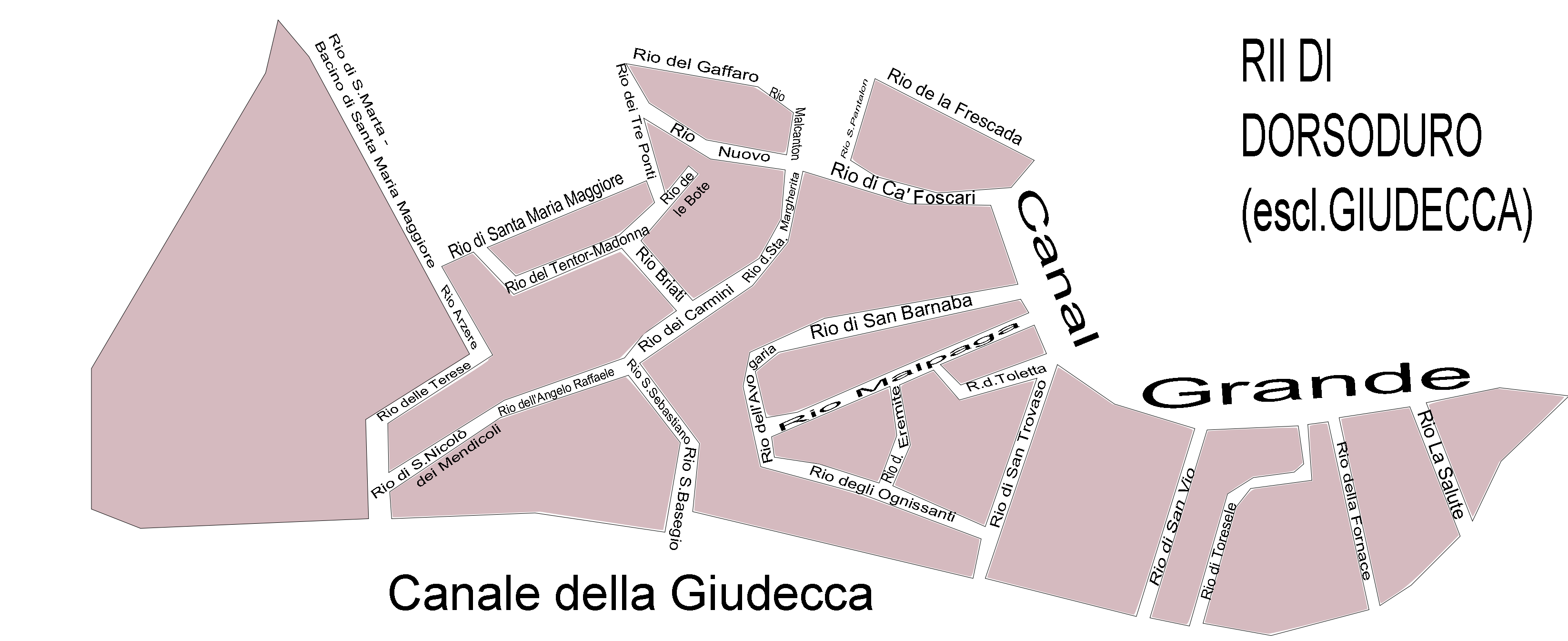
Harta canalelor din Dorsoduro (fără Giudecca).

### Canale limitrofe
Începând din nord și în sensul acelor de ceasornic, Dorsoduro este delimitat de următoarele canale (sau întinderi de apă):
- Limita cu Santa Croce:
  - Rio de Santa Marta (sau bacino di Santa Maria Maggiore)
  - Rio de Santa Maria Maggiore (sau de le Procuratie)
  - Rio dei Tre Ponti
  - Rio del Gaffaro (sau del Magazen)
  - Rio del Malcanton
  - Rio de San Pantalon (sau de le Mosche)
  - Rio Novo
  - Canal de Santa Chiara
  - canal de la Scomenzera

- Limita cu San Polo :
  - Rio de la Frescada

- Canal Grande

### Canale care se varsă în Canal Grande
Canalele următoare se varsă în Canal Grande:
- Rio de Ca' Foscari
- Rio de San Barnaba
- Rio del Malpaga
- Rio de la Toletta
- Rio de la Carità (sau dell'Accademia)

### Canale care se varsă în Canalul Giudecca
Canalele următoare se varsă în Canalul Giudecca:
- Rio de San Basegio
- Rio di San Nicolo' dei Mendicoli
- Rio de San Trovaso
- Rio de San Vio
- Rio de le Toresele (format din rio Piccolo del Legname și din rio Pietre Bianche)
- Rio de la Fornaze (sau de San Gregorio)
- Rio de la Salute

### Canale interioare
Canalele următoare sunt interioare în sestiere:
- Rio dei Ognisanti
- Rio de le Romite
- Rio de l'Avogaria
- Rio de San Sebastian
- Rio de l'Anzolo Rafael
- Rio dei Carmini
- Rio de Santa Margarita
- Rio Novo
- Rio Briati
- Rio del Tentor (sau de la Madonna)
- Rio de le Bote
- Rio de le Terese
- Rio de l'Arzere

### Giudecca

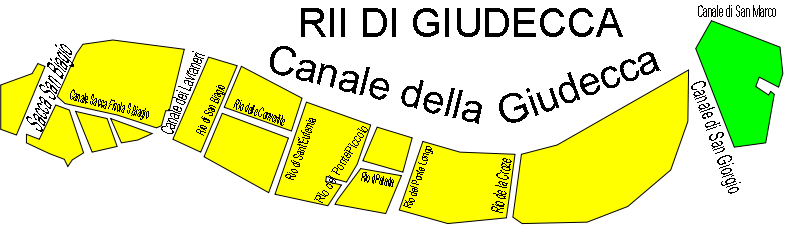
Harta canalelor din Giudecca.

- Canal de la Giudecca (între Giudecca și Dorsoduro)
- Canale della Grazia (limită cu Dorsoduro)
- Rio de la Croze
- Rio del Ponte Longo
- Rio del Ponte Piccolo
- Rio de la Palada
- Rio de Sant'Eufemia
- Rio de le Convertite
- Rio de San Biagio
- Rio dei Lavraneri
- Rio Morto
- Rio dei Scorzeri
- Canale Sacca Fisola (cu Ramo primo și Ramo secondo)